# Banco Comercial de Etiopía

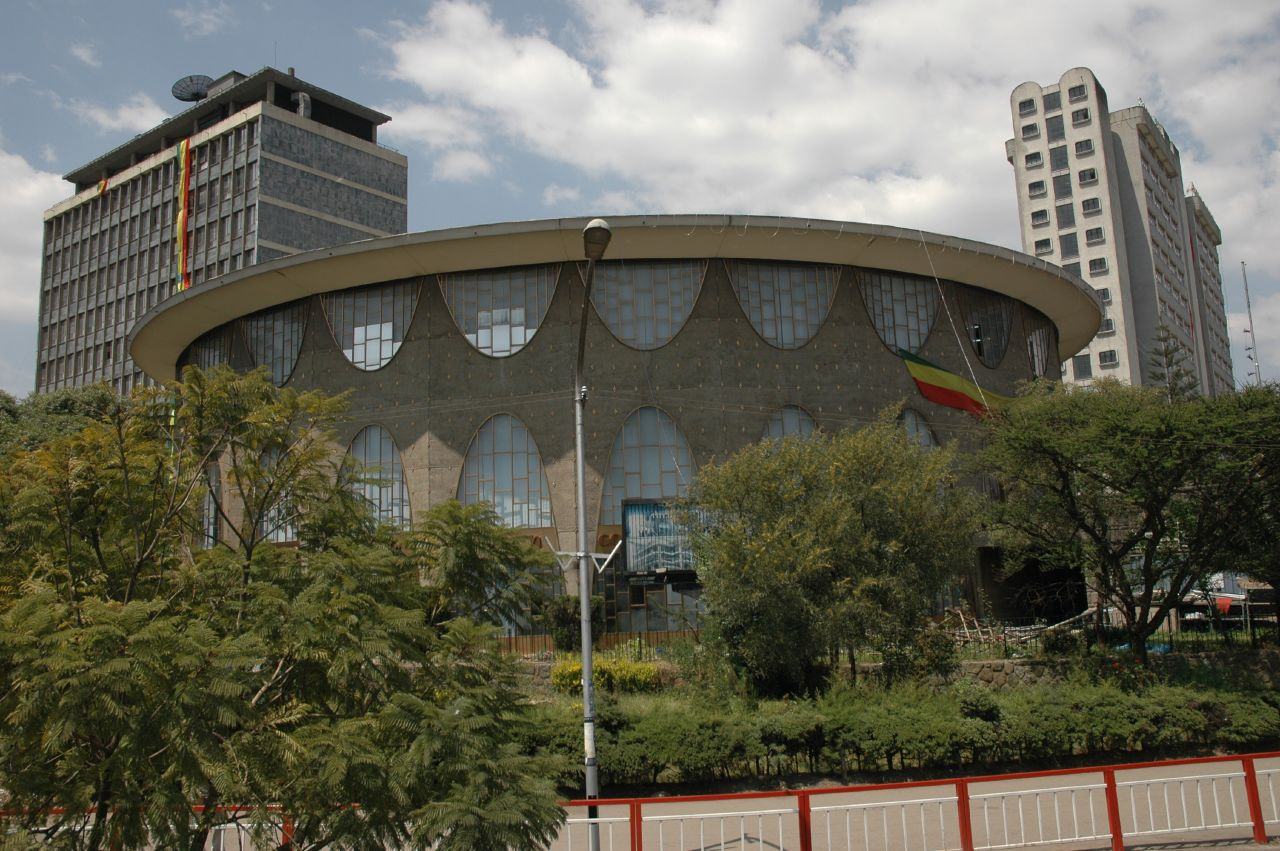
Banco Comercial de Etiopía

El Banco Comercial de Etiopía (BCE) es el mayor banco comercial de Etiopía, tenía unos activos de Birr 73.700 millones (US$4.450 millones) a finales de junio de 2010. En ese momento, el banco mantenía aproximadamente el 63,5% de los depósitos y cerca del 38% del total de los préstamos del país. El banco tiene alrededor de 9000 empleados que están empleados en la sede central y en 301 sucursales localizadas en las principales ciudades y poblaciones regionales, incluyendo 45 oficinas en Adís Abeba. El BCE recientemente abrió nuevas sucursales en las poblaciones remotas de Injibara y Humera.

## Historia
En 1963 el gobierno etíope dividió el Banco del Estado de Etiopía (establecido en 1942) en el Banco Nacional de Etiopía, el banco central, y el Banco Comercial de Etiopía (BCE). En 1958 el Banco del Estado de Etiopía estableció una sucursal en Sudán que el gobierno sudanés nacionalizó en 1970. Entonces en 1980 el Gobierno fusionó el Addis Bank con el Banco Comercial de Etiopía para hacer al BCE el único banco comercial en el país. (El gobierno había creado el Addis Bank de la fusión del nuevamente nacionalizado Addis Ababa Bank, y las operaciones etíopes del Banco di Roma y el Banco di Napoli). Addis Ababa Bank era un banco afiliado que el National and Grindlays bank había establecido en 1963 y del que poseía el 40%. En el tiempo de la nacionalización el Addis Ababa Bank tenía 26 sucursales.
En 1991 cuando Eritrea logró su independencia, el BCE perdió sus sucursales en Eritrea al ser nacionalizadas. Estas oficinas formaron la base del que se convirtió en 1994 en el Banco Comercial de Eritrea. También en 1994, el gobierno etíope reorganizó y refundó el BCE.
Unos pocos años antes, el gobierno reestructuró el BCE y signó un contrato con el Royal Bank of Scotland para servicios de consultoría y gestión. Después de la muerte de su anterior presidente, Mr. Gezahegn Yilma, el Consejo de administración eligió a Mr. Abie Sano como nuevo presidente del banco. El parlamento recientemente ha aumentado el capital del banco a 4.000 millones de Birr etíopes. En cierto momento el BCE tenía una sucursal en Djibuti que fue cerrada.
En enero de 2009, el BCE recibió la aprobación de la autoridad reguladora para abrir una sucursal en Juba, Sudán del Sur.